# Niedertrebra
Niedertrebra település Németországban, azon belül Türingiában. Lakosainak száma 750 fő (2023. december 31.). Niedertrebra Bad Sulza, Eberstedt és Obertrebra községekkel határos.

## Népesség
A település népességének változása:
| Lakosok száma | 786  | 775  | 755  | 766  | 749  | 750  |
|               | 2014 | 2017 | 2019 | 2021 | 2022 | 2023 |